# MedFilm Festival
Le MedFilm Festival est un festival de cinéma créé en 1995, à Rome, en Italie, à l'occasion du centenaire du cinéma. 
Les lignes directrices de la manifestation sont le dialogue interculturel, les changements sociaux de l'Europe et la relation entre les deux rives de la Méditerranée à travers les œuvres cinématographiques de qualité qui savent se faire interprètes du présent et donner sa voix au changement.
Unique rendez-vous destiné à la diffusion du cinéma euro-méditerranéen en Italie, le MedFilm propose dans différentes salles de Rome un programme riche d'événements, forums, workshops et projections, avec près de 200 films (longs-métrages, courts et documentaires) pour la majeure partie en avant-première.